# Lhotky (okres Mladá Boleslav)
Obec Lhotky se nachází v okrese Mladá Boleslav, kraj Středočeský. Rozkládá se asi třináct kilometrů východně od Mladé Boleslavi. Žije zde 161 obyvatel.

## Části obce
- Lhotky
- Řehnice

## Historie
První písemná zmínka o obci pochází z roku 1406.

### Územněsprávní začlenění
Dějiny územněsprávního začleňování zahrnují období od roku 1850 do současnosti. V chronologickém přehledu je uvedena územně administrativní příslušnost obce v roce, kdy ke změně došlo:
- 1850 země česká, kraj Jičín, politický i soudní okres Mladá Boleslav[4]
- 1855 země česká, kraj Mladá Boleslav, soudní okres Mladá Boleslav[4]
- 1868 země česká, politický i soudní okres Mladá Boleslav[4]
- 1939 země česká, Oberlandrat Jičín, politický i soudní okres Mladá Boleslav[5]
- 1942 země česká, Oberlandrat Praha, politický i soudní okres Mladá Boleslav[6]
- 1945 země česká, správní i soudní okres Mladá Boleslav[7]
- 1949 Pražský kraj, okres Mladá Boleslav[8]
- 1960 Středočeský kraj, okres Mladá Boleslav[9]

### Rok 1932
Ve vsi Lhotky s 319 obyvateli v roce 1932 byly evidovány tyto živnosti a obchody: hostinec, kovář, 2 lomy, obuvník, obchod s lahvovým pivem, rolník, obchod se smíšeným zbožím, trafika.

## Pamětihodnosti
- Krucifix uprostřed vsi

## Doprava
Silniční doprava
Do obce vede silnice III. třídy. Okrajem území obce prochází silnice II/280 Židněves – Domousnice – Dětenice – Kopidlno.
Železniční doprava
Železniční trať ani stanice na území obce nejsou. Nejblíže je železniční zastávka Březno u Mladé Boleslavi (jen pro osobní dopravu) ve vzdálenosti 5 km ležící na trati 064 v úseku mezi Mladou Boleslaví a Dolním Bousovem. Nejbližší železniční stanicí (pro veškerou dopravu) je Dolní Bousov ve vzdálenosti 9 km ležící na téže trati a na trati 063 z Bakova nad Jizerou do Dolního Bousova.
Autobusová doprava
V obci zastavovaly v pracovních dnech května 2011 autobusové linky Mladá Boleslav-Březno-Lhotky (4 spoje tam i zpět), Mladá Boleslav-Březno-Libáň (5 spojů tam i zpět) a Mladá Boleslav-Kobylnice-Semčice (5 spojů tam i zpět) (dopravce TRANSCENTRUM bus, s.r.o.).